# Bungalow

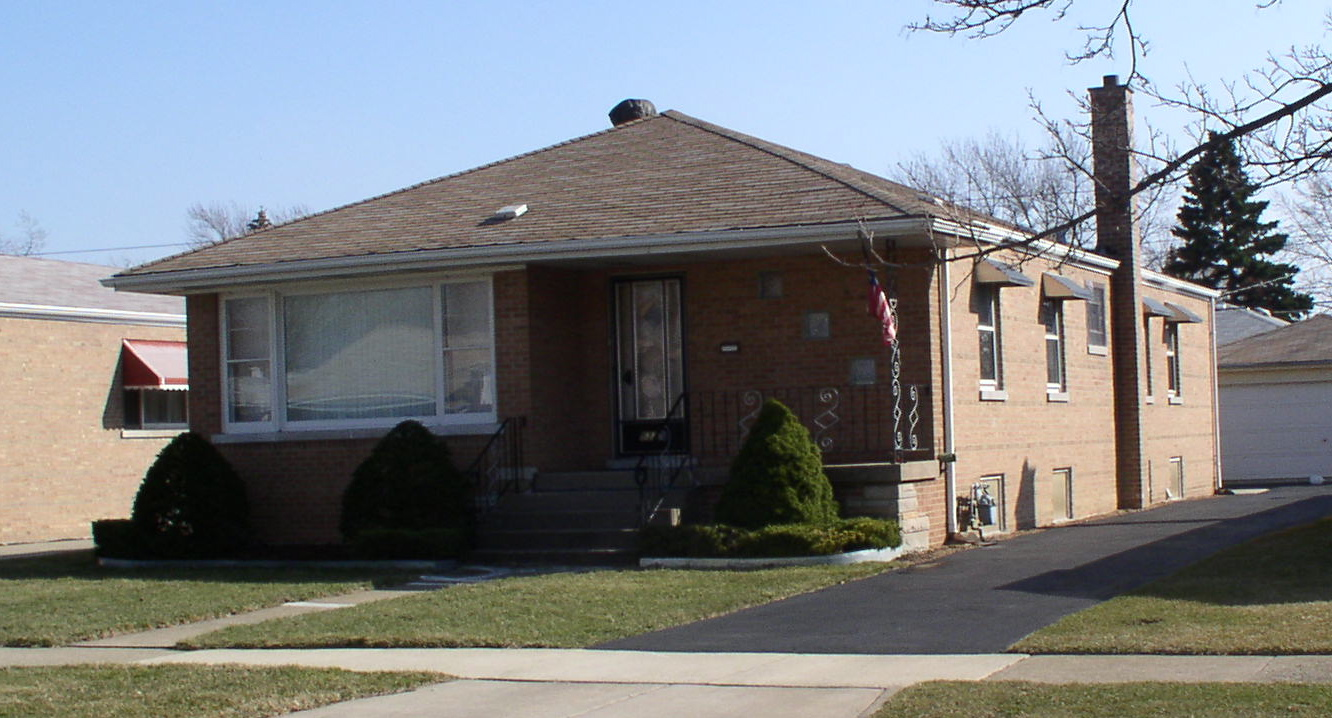
Bungalow w Chicago.

Bungalow (hind. bangla) – jednokondygnacyjny, podmiejski dom mieszkalny, z werandami. 
Wykonany najczęściej z drewna, o lekkiej konstrukcji. Budynek typowy dla budownictwa kolonialnego, szczególnie w Indiach i Indonezji.